# Vremya
Vremya (em português: tempo) é o principal noticiário noturno da Rússia, transmitido no Piervy Kanal e anteriormente no Programa Um da Televisão Central Soviética. O programa está no ar desde 1968 (não houve transmissões de agosto de 1991 a dezembro de 1994) e é transmitido em cores desde 1974.

## Apresentadores

### Era Soviética
- Vera Shebeko
- Igor Kirilov
- Maya Sidrova
- Evgeny Suslov
- Gennady Chetrov
- Evgeny Kochergin
- Inna Ermilova
- Elena Kovalenko
- Anna Shatilova
- Yuri Kovelenov
- Tatyana Sudets
- Victor Balashov
- Aza Lihitchenko
- Galina Zimenkova
- Nonna Bodrova
- Sergey Medvedev
- Leonid Elin

### Era russa
- Igor Vykhuholev: 1994-2003
- Nelly Petkova: 1994-1996
- Tatiana Komarova: 1994-1995
- Igor Gmyza: 1995-1999
- Alexandra Buratayeva: 1995-1999
- Arina Sharapova: 1996-1998
- Sergey Dorenko: 1997-1999
- Kirill Kleimyonov: 1998-2005, 2018-presente
- Ekatherina Andreeva: 1995-presente
- Zhanna Agalakova: 1998-2007
- Pavel Sheremet: 1999-2001
- Andrey Baturin: 2003-2005
- Pyotr Marchenko: 2003-2005
- Vitaly Eliseev: 2007–presente
- Olga Kokorekina: 2007-2008
- Pyotr Tolstoy 2005-2012
- Valery Fadeyev: 2016-presente
- Maxim Sharafutdinov: 2007-presente
- Dmitry Borisov: 2011-presente [1]
- Irada Zeinalova: 2012– 2016